# Траст (телесериал)
«Траст» (англ. Trust) — американский драматический телесериал, созданный Саймоном Бофоем. Его премьера состоялась 25 марта 2018 года на телеканале FX.

## Сюжет
В основу сюжета первого сезона легли реальные события, связанные с похищением в 1973 году в Риме Джона Пола Гетти III — наследника нефтяной компании «Getty Oil». Когда члены итальянской мафии потребовали за него беспрецедентно большой выкуп, отец мальчика был в наркотическом угаре, а дед заявил, что не даст ни цента. Только мать не опустила руки и продолжала вести переговоры об освобождении сына.

## Актёрский состав

### В главных ролях
- Дональд Сазерленд — Дж. Пол Гетти
- Хилари Суонк — Абигейл Гетти
- Харрис Дикинсон — Джон Пол Гетти III
- Майкл Эспер[англ.] — Джон Пол Гетти-мл.
- Анна Чанселлор — Пенелопа Китсон
- Аманда Дрю — Белинда
- Софи Уинклман — Марго
- Вероника Эчеги — Лусиана
- Сайлас Карсон[англ.] — Хан
- Брендан Фрэйзер — Джеймс Флетчер Чейс

### Второстепенный состав
- Ханна Нью — Виктория
- Андреа Арканджели[итал.] — Анджело
- Лука Маринелли — Примо
- Франческо Колелла — Леонардо
- Мауро Ламанна — Данте
- Дэвид Агранов — Дж. Рональд Гетти
- Дэвид Бэмбер[англ.] — Бела Фон Блок

### Приглашённые актёры
- Филиппо Валле — Джордж Гетти
- Норберт Лео Бутц — Гордон Гетти

## Эпизоды
| № | Название                                           | Режиссёр              | Автор сценария                           | Дата премьеры  | Зрители (млн) |
| --- | -------------------------------------------------- | --------------------- | ---------------------------------------- | -------------- | ------------- |
| 1 | «Дом Гетти» «The House of Getty»                   | Дэнни Бойл            | Саймон Бофой                             | 25 марта 2018  | 0,796         |
| Дж. Пол Гетти после самоубийства своего старшего сына Джорджа ищет нового наследника нефтяной империи — компании Getty Oil. Он встречается со своим внуком Дж. Полом Гетти III и показывает ему, как устроено семейное предприятие. Вскоре Пола похищают в Италии гангстеры во главе с Примо. |                                                    |                       |                                          |                |               |
| 2 | «Одинокая звезда» «Lone Star»                      | Дэнни Бойл            | Брайан Филлис и Саймон Бофой             | 1 апреля 2018  | 0,736         |
| Дж. Пол Гетти отправляет начальника службы безопасности Джеймса Флетчера Чейса в Италию для расследования исчезновения Пола. Сам миллиардер предпринимает меры предосторожности, чтобы больше никто из его семьи не был похищен: он устанавливает решётки на окнах особняка в Саттон-Плейс (Англия) и советует всем родственникам нанять телохранителей. |                                                    |                       |                                          |                |               |
| 3 | «Дольче Вита» «La Dolce Vita»                      | Дэнни Бойл            | Саймон Бофой                             | 8 апреля 2018  | 0,602         |
| Во флешбэках демонстрируется, что до похищения Пол вёл в Риме богемный образ жизни. В настоящем времени Примо и его сообщники узнают, что нефтяной магнат отказывается платить выкуп за внука, так как считает данную историю инсценировкой. |                                                    |                       |                                          |                |               |
| 4 | «Вот и всё, ребята» «That's All Folks»             | Дон Шадфорт           | Саймон Бофой и Джон Джексон              | 15 апреля 2018 | 0,495         |
| Похитители делают снимок Пола рядом с трупом владельца ресторана Берто. Примо поручает своему родственнику по прозвищу Фифти встретиться с матерью Пола Гейл и передать ей фотографию сына. Получив копию снимка по факсу, Дж. Пол Гетти приказывает Чейсу вернуться в Италию и начать переговоры. |                                                    |                       |                                          |                |               |
| 5 | «Силенцио» «Silenzio»                              | Дон Шадфорт           | Элис Наттер                              | 22 апреля 2018 | 0,538         |
| Пол с помощью переводчика Анджело сбегает из плена. Дон Сальвадоре просит местную коммуну найти беглецов, и на их поимку отправляется множество людей с собаками. Тем временем Гейл и Джеймс ожидают новых требований похитителей, а Дж. Пол Гетти игнорирует послания рядовых граждан, желающих внести посильный вклад для выплаты выкупа за Пола. |                                                    |                       |                                          |                |               |
| 6 | «Иоанн, Глава 11» «John, Chapter 11»               | Джонатан ван Туллекен | Саймон Бофой и Харриет Браун             | 29 апреля 2018 | 0,666         |
| Когда на пляже обнаруживают обгорелый труп, семья Гетти опасается худшего. Однако после осмотра тела Гейл видит, что на ноге нет свежего шрама, а на кроссовках завязаны шнурки, чего её сын никогда не делал. Выясняется, что это тело Анджело. В особняк Дж. Пол Гетти заявляется его сын Дж. Пол Гетти-младший, который обвиняет миллиардера в убийстве внука, однако узнаёт, что юноша жив и здоров. Нефтяной магнат прибывает в Рим, где на вилле Адриана встречается с доном Сальвадоре и договаривается ним о выплате выкупа в размере 5 млн. долларов вместо затребованных похитителями 17 млн. |                                                    |                       |                                          |                |               |
| 7 | «Кодахром» «Kodachrome»                            | Джонатан ван Туллекен | Саймон Бофой и Брайан Филлис             | 6 мая 2018     | 0,382         |
| Во флешбэках показывается, как Гетти-старший воссоединяется со своим сыном Дж. Полом Гетти-младшим после 15 лет разлуки и знакомится с его семьёй, проводя много времени в прогулках по Риму. Миллиардер предлагает сыну, работавшему на заправке, должность руководителя предприятия Getty Oil в Италии, прекрасно понимая, что тот не справится с порученной ролью. В настоящем времени похитители сообщают Полу, что он возвращается домой, так как семья согласилась на выкуп. Миллиардер предлагает своему сыну выплатить необходимую сумму из траста в виде займа под 4 % годовых. Отец похищенного мальчика в бешенстве рвёт предложенные документы. |                                                    |                       |                                          |                |               |
| 8 | «Во имя отца» «In the Name of the Father»          | Эмануэле Криалезе     | Саймон Бофой, Джон Джексон и Элис Наттер | 13 мая 2018    | 0,567         |
| Леонардо устраивает в честь конфирмации своего сына Франческо праздник, на который собирается вся деревня. Никто из похитителей не решается рассказать дону Сальвадоре о том, что обещанный выкуп от Дж. Пола Гетти так и не был получен. Узнав в конце концов правду, Сальваторе собирается лично убить заложника. Тем временем Франческо находит Пола в пещере, куда его спрятали похитители. Он освобождает пленника, но Пол говорит, что ему некуда бежать, и просит мальчика отрезать ему ухо, чтобы отправить семье Гетти. |                                                    |                       |                                          |                |               |
| 9 | «Белая машина в метели» «White Car in a Snowstorm» | Сьюзан Уайт           | Элис Наттер                              | 20 мая 2018    | 0,544         |
| Похитители отправляют семье Гетти бандероль с отрезанным ухом, однако из-за забастовки почтальонов доставка задерживается. Поэтому Примо находит на почте нужный пакет и относит его в редакцию газеты. Узнав о послании, Пол Гетти-старший отказывается помогать Гейл, заявляя, что судьба похищенного юноши — в руках его отца Джона Пола II. В отчаянии Гейл обращается за помощью к президенту США Ричарду Никсону, после общения с которым миллиардер соглашается на компромисс: он заплатит половину выкупа, а вторую половину выдаст сыну в качестве беспроцентного займа из траста. После получения денег похитители высаживают юношу на заправке Getty Oil. Вскоре Гейл и Джеймс находят Пола. |                                                    |                       |                                          |                |               |
| 10 | «Последствия» «Consequences»                       | Сьюзан Уайт           | Саймон Бофой и Элис Наттер               | 27 мая 2018    | 0,546         |
| После освобождения из плена Пол признаётся своей матери, что сам спланировал это похищение, но Гейл отказывается верить ему. Пол устраивает свадьбу с Мартиной, на которой присутствуют его дяди Рональд и Гордон. Впоследствии Гейл нянчит своего внука Бальтазара. Дж. Пол Гетти завершает строительство главного детища своей жизни — Музея Гетти в Лос-Анджелесе, однако американская пресса подвергает его разгромной критике. Миллиардер навещает своих любовниц — Белинду с её новорожденным сыном и Пенелопу, но выясняется, что женщины счастливо живут и без него. Примо убивает своих сообщников — Фифти и дона Сальваторе. На деньги, полученные в виде выкупа, он вместе с Леонардо начинает строительство порта на берегу Тирренского моря для транзита кокаина. Буллимор встречается с Деннисом в крикетном клубе. Чейс знакомится со своим сыном Алексом. |                                                    |                       |                                          |                |               |

## Производство
В марте 2017 года появилась информация, что команда, подарившая миру «Миллионера из трущоб», вновь объединится, чтобы снять сериал о похищении Джона Пола Гетти III. Режиссёр Дэнни Бойл, сценарист Саймон Бофой и продюсер Кристиан Колсон начали работу над проектом в июне 2017 года, съёмки проходили в Лондоне и Риме Дата выхода была определена на январь 2018 года.
В апреле 2017 года появились сообщения, что Дональд Сазерленд сыграет главную роль — упрямого миллиардера Дж. Пола Гетти, а Хилари Суонк — его бывшую невестку Абигейл. Брендан Фрэйзер присоединился к проекту в июне 2017 года в роли доверенного лица Дж. Пола Гетти и руководителя его службы безопасности, Флетчера Чейса.
Первый трейлер-тизер появился 15 ноября 2017 года, второй, более развернутый, 10 января 2018 года. Несколькими днями ранее было объявлено, что премьера сериала состоится 25 марта 2018 года вместо января. Это было сделано, чтобы избежать конкуренции с выходящим также в январе фильмом Ридли Скотта «Все деньги мира», рассказывающим о тех же самых событиях.